# Oxygraphis polypetala
Oxygraphis polypetala är en ranunkelväxtart som beskrevs av John Forbes Royle och David Don. Oxygraphis polypetala ingår i släktet Oxygraphis och familjen ranunkelväxter. Inga underarter finns listade i Catalogue of Life.